# ヨコハマカーニバル
ヨコハマカーニバルは、かつて神奈川県横浜市で毎年8月下旬に開催されていた祭りである。2009年（第31回）の開催を最後に廃止された。

## 概要
横浜市内数か所に設けられたステージでイベントが行われる。2日目の夕方には鶴屋町三丁目交差点-岩崎学園前-横浜西口前ロータリー-ダイエー横浜西口店の区間に交通規制が敷かれ、鼓笛隊や神輿のパレードが行われる。
1979年の第1回開催から年1回のペースで続けられ、夏の横浜で最大のイベントとして定着した。1998年にハマこい踊り（後述）が始まってからはそちらがメインとなり、末期には公式ページにおいても「ヨコハマカーニバル　ハマこい踊り」という一体の名称が使われるようになった。
マスコットキャラクターはカモメの姿をした「ハマこい君」。2009年には彦根城のマスコットであるひこにゃんと競演した。
2008年頃に始まった世界同時不況の影響で企業からの協賛金が確保できなくなり、2010年3月1日に実行委員会が廃止を決定、30年以上に渡って続いてきたヨコハマカーニバルはあっけなく終了した。なお、実行委員会は相鉄グループ、横浜岡田屋、地元の商店会で構成される横浜駅西口振興協議会の組織である。

## ハマこい踊り

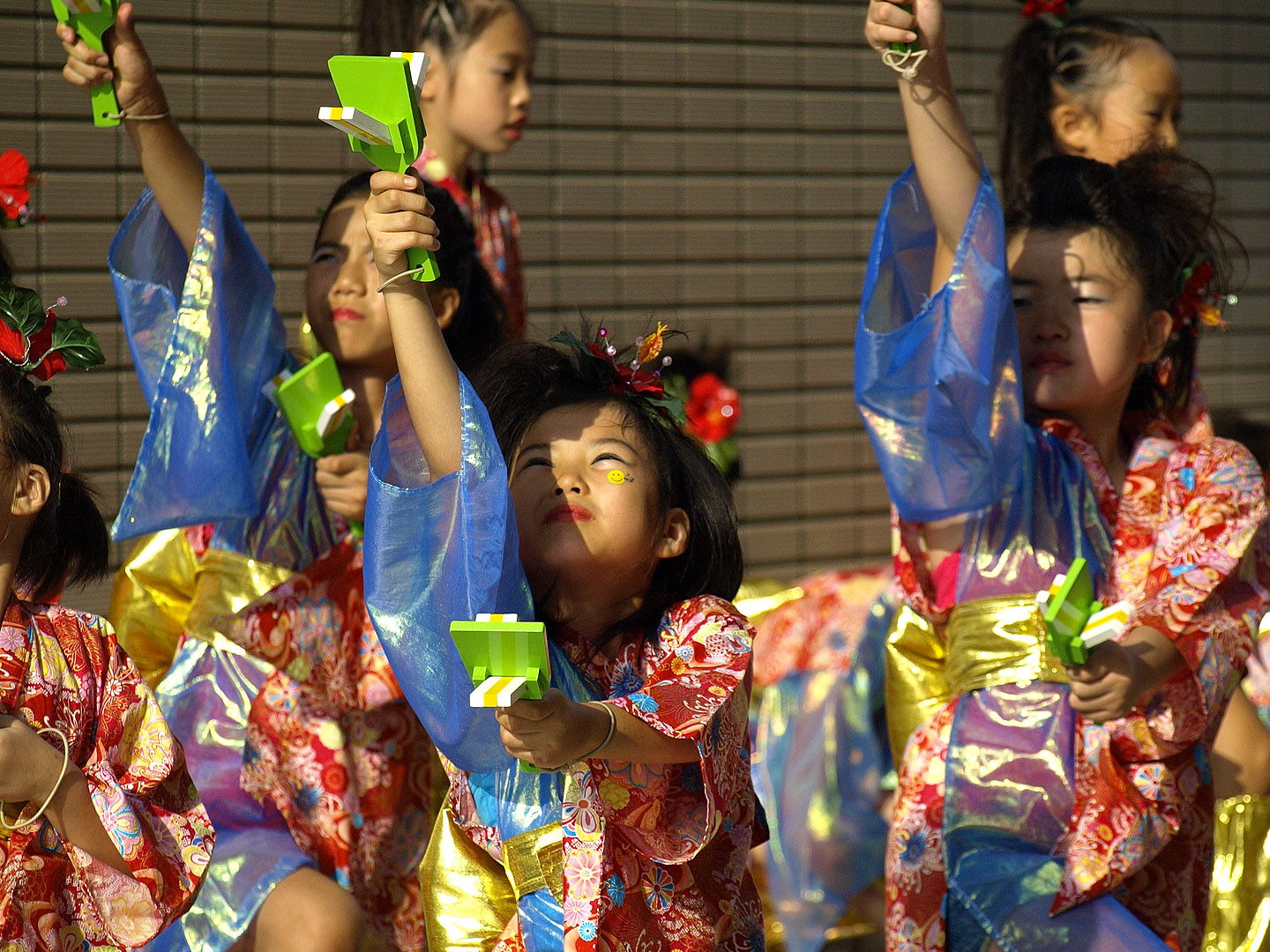
横浜駅東口

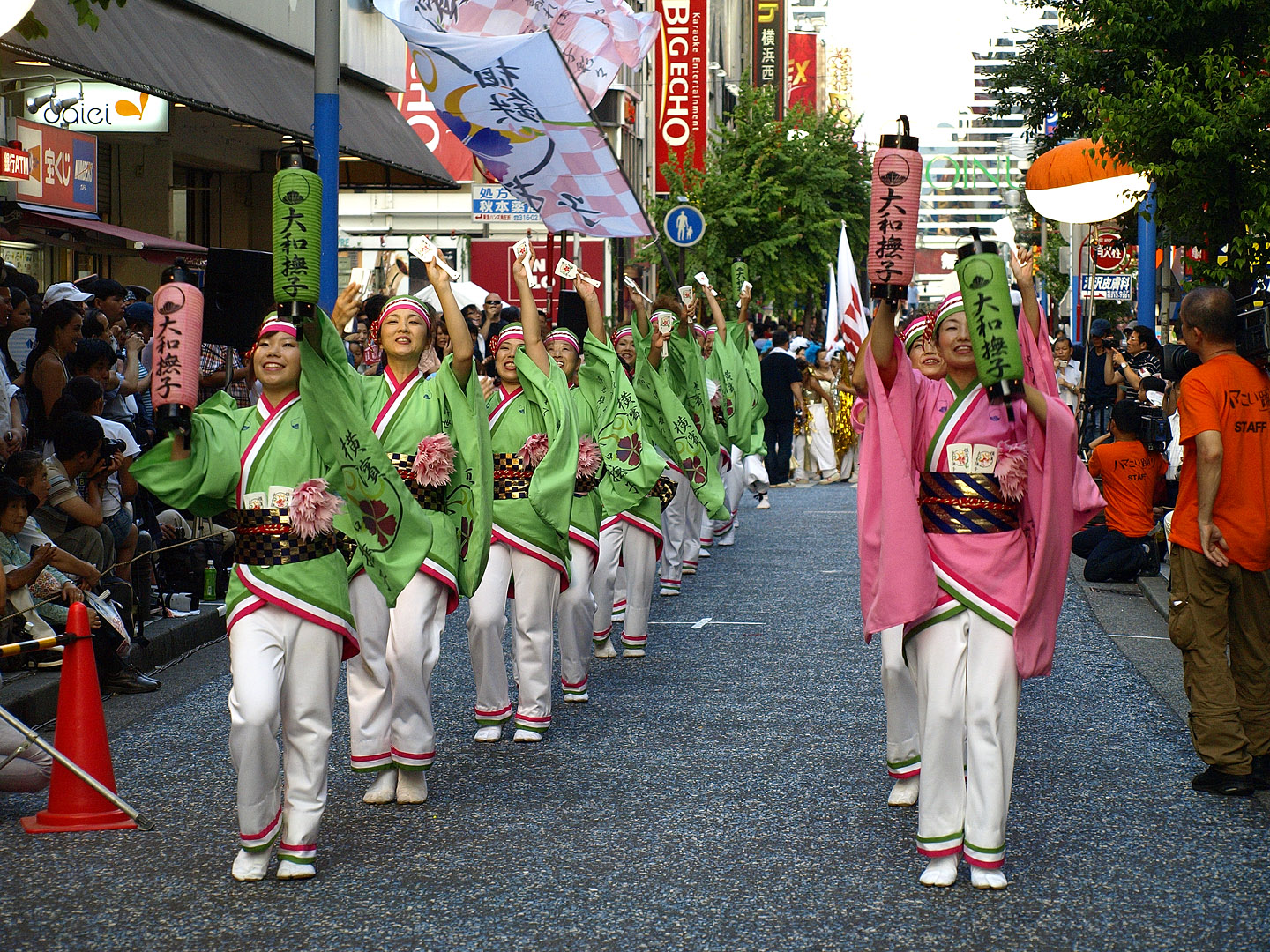
ダイエー横浜西口店前

高知県のよさこい祭りを元にしたいわゆるYOSAKOIのひとつであり、1チーム20名以上であること（30名以上だった時期もある）、曲そのものは自由であるが「赤い靴」のメロディを挟むこと、音の出る物（鳴子や扇子が一般的）を持って踊ることが条件となっている。さらにコンテストに出場するには上記に加えて100名以下であること、曲は4分30秒以内であること、「ハマこい！」の掛け声を入れることも条件となる。参加費は無料。踊り、衣装、化粧等には制限が無いため、エアロビクスやヒップホップなど幅広いジャンルのダンスチームが参加していた。
ステージ、路上のいずれにおいても定位置で踊るのが基本であり、高知のよさこい祭りのように路上を「前進する」振り付けは行わない。同じ理由で地方車（アンプやスピーカーを搭載した車）の持ち込みも無く、会場のPA機材を利用する。
1998年度（第20回）から開始され、徐々にヨコハマカーニバルのメインイベントとなっていった。当初7チームだった参加団体は2009年度には79チーム3000名以上が参加するまでになり、ヨコハマカーニバルといえばハマこい踊りを指すまでになった。
演舞は午前中から夜20時頃まで続き、それぞれのチームが数か所の演舞場を巡回しながら踊る。メインステージである沢渡中央公園ではコンテストが行われる。2009年度の演舞場は以下の通り。
- 横浜駅周辺 - 沢渡中央公園、横浜駅西口（ダイエー横浜西口店前、岩崎学園前、高島屋屋上など）、横浜駅東口（そごうとスカイビルをつなぐ2階デッキ）、
- みなとみらい地区 - グランモール公園（横浜美術館前）、山下公園、開国博Y150のトゥモローパーク[10]

年度によっては二俣川駅の改札前やモザイクモール港北も会場となった。
なお、ヨコハマカーニバル中止後の2010年6月6日、山下公園・象の鼻パーク・日本大通りにおいてハマこい踊りが開催された。これは2010年6月4日から6月6日にかけて開催された「横浜セントラルタウンフェスティバル『Y151』」のイベントのひとつとして実施されたもので、ハマこい踊り自体は辛うじて存続したことになる。2011年度以降の実施については未定である。

## 実施年月日
- 2000年 - 8月19日-8月20日実施。
- 2001年 - 8月25日-8月26日実施。
- 2002年 - 8月24日-8月25日実施。
- 2003年 - 8月23日-8月24日実施。
- 2004年 - 8月21日-8月22日実施。
- 2005年 - 8月20日-8月21日実施。歌手の慈音がハマこい踊りチームの歌い手として参加。
- 2006年 - 8月19日-8月20日実施。
- 2007年 - 8月18日-8月29日実施。
- 2008年 - 8月23日-8月24日実施。2日目は大雨のため途中で中止となる。
- 2009年 - 8月22日-8月23日実施。開国博Y150の会場でハマこい踊りが行われる。

## 参照
1. ↑  西区の歴史横浜市西区ホームページ
2. 1 2  横浜の夏の恒例イベント「ヨコハマカーニバル」が中止に、不況で協賛金集まらず神奈川新聞 2010年3月2日
3. 1 2  本牧ジャズ祭など恒例イベント、今夏相次ぎ中止・廃止日本経済新聞 2010年6月18日
4. 1 2  ヨコハマカーニバル、｢ハマこい踊り｣に3300人が参加ヨコハマ経済新聞 2005年08月15日
5. ↑  萩市訪問＆ヨコハマカーニバル＆関空井伊直弼と開国150年祭実行委員会 2009年09月02日
6. ↑  風景・風物詩(B6) 夏の風物詩　ヨコハマカーニバル　ハマこい踊りkan-haru日記 2006年08月25日
7. ↑  「ハマこい踊り」が終わってしまった！！よさこい写真blog 2010年03月04日
8. ↑  ヨコハマカーニバル ハマこい踊り2008横浜 観光 グルメ ガイド♪
9. 1 2  「ハマこい踊り」をひこにゃんが応援-Y150やトライアスロン会場でも開催ヨコハマ経済新聞 2009年08月21日
10. ↑  第三十一回ヨコハマカーニバル「ハマこい踊り」と、「彦根友好交流事業」が同時期に開催相鉄瓦版 181号
11. ↑  ヨコハマカーニバルきままに旬旅 2006年08月19日
12. ↑  開催プログラム・メイン会場横浜セントラルタウンフェスティバル『Y151』